# Краснодар Рора
Краснодар Рора (Вис, 23. март 1945 — Загреб, 12. новембар 2020) био је југословенски и хрватски фудбалер.

## Каријера
Рођен је 23. марта 1945. године у граду Вис на истоименом острву. Одрастао је у Шибенику, почео је да игра за истоимени клуб када се такмичио у Другој лиги Југославије. Већ од 1964. приступио је загребачком Динаму за који је до 1973. одиграо укупно 459 утакмица и постигао 37 лигашких голова. Са Динамом је 1967. године освојио Куп сајамских градова, а 1969. и Куп маршала Тита. Од 1973. до 1978. играо је у Белгији за Стандард из Лијежа и у Француској за Нанси и Агено.
Одиграо је четири утакмице за омладинску репрезентацију и три за младу. За најбољу селекцију Југославије одиграо је пет утакмица, дебитовао је 1. новембра 1967. против Холандије у Ротердаму, а последњи меч за државни тим је одиграо 27. октобра 1968. против Шпаније у Београду (резултат 0:0).
Након играчке каријере посветио се тренерском послу.

## Успеси
- Динамо Загреб
  - Куп Југославије: 1969.
  - Куп сајамских градова: 1967.